# Old Nag’s Head
Az Old Nag’s Head (jelentése a régi gebe feje) 19. századi középület a walesi Monmouthban, az Old Dixton Road mentén. Az építmény középkori eredetű, hátsó traktusa egy 1297 és 1315 között épült kerek kőtorony, a város egykori védműveinek egyetlen ma is álló eleme. A kocsmaként üzemelő épület II*. kategóriás brit műemléknek (British Listed Building) számít 1955. április 26. óta köszönhetően a ház részét képező középkori toronynak.

## A Dixton kapu ostroma
A középkori kaputornyot 1644. november 17-én reggel 5 óra körül a királypárti Charles Somerset csapatai rohamozták meg és foglalták el. A királypártiak itt törték át az angol forradalom idején a városi védműveket és foglalták vissza Monmouthszot a parlamentáriusoktól. Charles Somerset negyven lovassal rohamozta meg a kaput. A kaput védő hat őr elmenekült. A katonák egy emelőrúd segítségével felfeszítették a kapu láncait, s Somerset győztesen bevonult a városba. A dél-walesi parlamentárius bizottság néhány tagját, valamint közel kétszáz katonát rabul ejtettek. Lefoglalták továbbá a fegyvereiket és lőszerüket, valamint néhány ágyút is.

## Fordítás
Ez a szócikk részben vagy egészben  az   Old Nag's Head, Monmouth című angol Wikipédia-szócikk ezen változatának fordításán alapul.  Az eredeti cikk szerkesztőit annak laptörténete sorolja fel. Ez a jelzés csupán a megfogalmazás eredetét és a szerzői jogokat jelzi, nem szolgál a cikkben szereplő információk forrásmegjelöléseként.